# フロルフェニコール
フロルフェニコール（英: florfenicol）とはチアンフェニコール系合成抗菌薬の一つ。細菌の70Sリボソームの50Sユニットに結合し、ペプチド転移酵素を阻害することによってタンパク質合成を阻害する。広い抗菌スペクトルを持ち、構造及び作用はクロラムフェニコールと類似している。脂溶性が高いため、組織移行性が良好である。動物用医薬品としてウシの細菌性肺炎、ブタの胸膜肺炎、ニワトリの大腸菌症やすずき目魚類の類結節症などに対して使用される。ヒトでの使用はない。
クロラムフェニコールが食用動物への使用が禁止されたことから、代替薬として、フロルフェニコールやチアンフェニコールが使用されるようになった。
ウマ類に対して使用した場合、下痢を起こすことが多い。これは急性大腸炎によるものであり、致命的な結果となるという報告もある。このためウマ類に対しては、代替手段がない場合を除き使用されない。